# Holland (provincie)
Holland was formeel van 1814 tot 1840 een Nederlandse provincie, met als hoofdstad Den Haag, maar in feite werden Noord- en Zuid-Holland apart bestuurd.
De provincie werd formeel met de Grondwet van 1814 gevormd na de oprichting van het Soeverein Vorstendom der Verenigde Nederlanden (dat spoedig overging in het Verenigd Koninkrijk der Nederlanden) door het samenvoegen van het voormalige departement Monden van de Maas (tegenwoordig Zuid-Holland) en het grootste gedeelte (tegenwoordig Noord-Holland) van het Zuiderzeedepartement (het overgebleven deel van Zuiderzee werd de provincie Utrecht), hoewel er twee gouverneurs en twee colleges van Gedeputeerde Staten bleven bestaan.
Gedurende zijn bestaan was Holland erg dominant in het koninkrijk, tot afgunst van de andere provincies. Dit werd een van de redenen voor de Belgische Revolutie. Tien jaar na de omwenteling van 1830 werd besloten de provincie te splitsen om zo het machtsevenwicht enigszins te herstellen.
Bij de grondwetsherziening van 1840 werd de feitelijke scheiding volkomen en ontstonden de huidige provincies Noord-Holland en Zuid-Holland.
Antwerpen · Drenthe · Friesland · Gelderland · Groningen · Henegouwen · Holland · Limburg · Luik · Namen · Noord-Brabant · Oost-Vlaanderen · Overijssel · Utrecht · West-Vlaanderen · Zeeland · Zuid-Brabant (1831 Brabant)

Personele unie met: Groothertogdom Luxemburg